# Albert Braut
Albert Braut (Roye (Somme), 1874 - Pau, 6 december 1912) was een Frans kunstschilder.
Braut studeerde in Parijs bij Gustave Moreau en werkte later als landschaps- en genreschilder. Hij is vooral bekend om zijn Parijse society-taferelen. Vanaf 1905 exposeerde hij regelmatig op Salon des Indépendants en de Salon d'Automne. Hij stierf in 1912.

## Werken

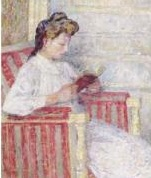
Vrouw met lectuur
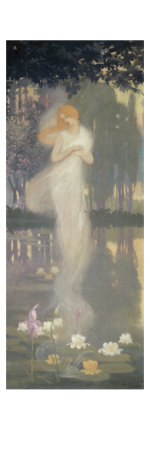
Vrouw bij vijver
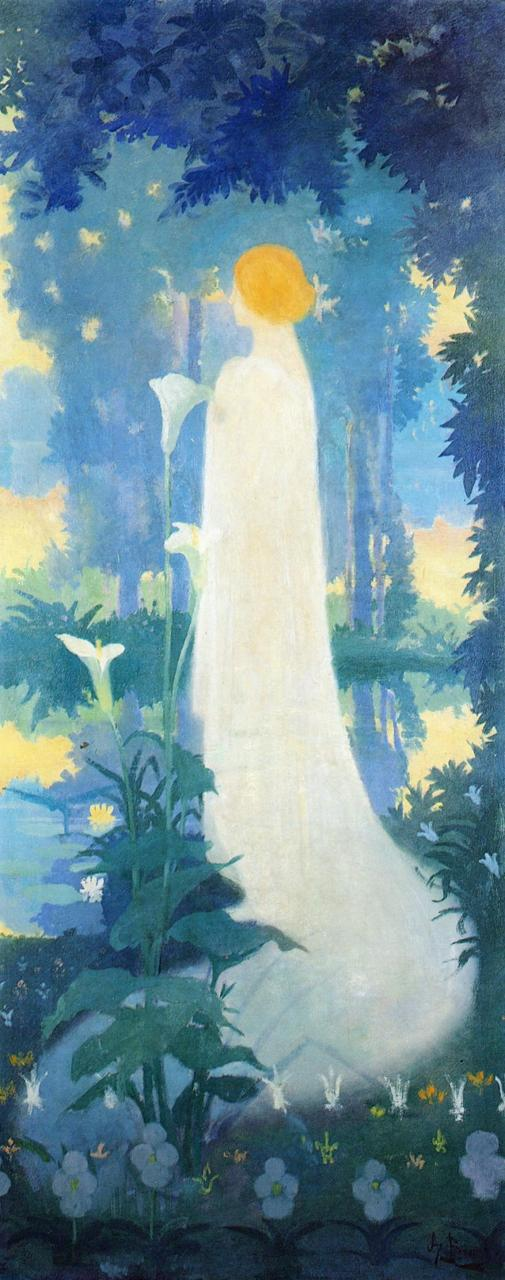
Meisje met callabloemen

- Bibliothèque nationale de France: cb123295347 (data)
- International Standard Name Identifier: 0000 0003 7116 9666
- RKD-Nederlands Instituut voor Kunstgeschiedenis: 12184
- Système universitaire de documentation: 187451591
- Union List of Artist Names: 500068459
- Virtual International Authority File: 36988664